# Eumannia altmannii
Eumannia altmannii là một loài bướm đêm trong họ Geometridae.